# Macrohomotoma magna
Macrohomotoma magna är en insektsart som beskrevs av Yang och Li 1984. Macrohomotoma magna ingår i släktet Macrohomotoma och familjen Homotomidae. Inga underarter finns listade i Catalogue of Life.